# Inéma Jeudi
Inéma Jeudi, né à Jacmel, le 5 août 1981, est un poète haïtien.

## Biographie
Il grandit à Cité Soleil, l’un des plus grands bidonvilles de Port-au-Prince. Il est membre d'une association de production littéraire Atelier Jeudi soir. Il publie des recueils de poèmes en français et en créole. Il est invité au festival international de littérature Étonnants Voyageurs en mai 2018.

## Œuvres
- Le Jeu d'Inéma, Le Temps des cerises, 2016[4]
- Gouyad Legede, Éditions Rupture[1]
- Archelle, le poème de ton sein gauche, Éditions Rupture
- Krèy Bòbèch, Atelier Jeudi soir, 2017[5]